# 13.º distrito electoral de Chile
El decimotercer distrito electoral de Chile es un distrito electoral ubicado en la Región Metropolitana de Santiago que elige cinco diputados para la Cámara de Diputados de Chile. Fue creado en 2018 a partir de los antiguos vigesimoséptimo y vigesimoctavo distritos. Según el censo de 2017, posee 643 456 habitantes.

## Composición
El distrito está compuesto por las siguientes comunas:
| - El Bosque - La Cisterna - Lo Espejo - Pedro Aguirre Cerda - San Miguel - San Ramón |

## Representación
| 2 | 2 | 1 |

| 2 | 1 | 2 |

### Diputados
| Pactos y partidos políticos                                                                           |
| --- |
| Chile Vamos La Fuerza de la Mayoría Frente Amplio Chile Podemos + Nuevo Pacto Social Apruebo Dignidad |

| Periodo | Diputado | Diputado              | Diputado | Diputado | Diputado                 | Diputado              | Diputado | Diputado                | Diputado              | Diputado | Diputado                     | Diputado                        | Diputado | Diputado           | Diputado | Mandato                                 |
| ------- | -------- | --------------------- | -------- | -------- | ------------------------ | --------------------- | -------- | ----------------------- | --------------------- | -------- | ---------------------------- | ------------------------------- | -------- | ------------------ | -------- | --------------------------------------- |
| LV      |          | Eduardo Durán Salinas |          |          | Cristhian Moreira Barros |                       |          | Tucapel Jiménez Fuentes |                       |          | Guillermo Teillier del Valle |                                 |          | Gael Yeomans Araya |          | 11 de marzo de 2018-11 de marzo de 2022 |
| LVI     |          | Eduardo Durán Salinas |          |          | Cristhian Moreira Barros | Daniel Melo Contreras |          |                         | Lorena Pizarro Sierra |          |                              | 11 de marzo de 2022-En el cargo |          | Gael Yeomans Araya |          |                                         |